# Статуя Джеваншира
Статуя Джеваншира или Бронзовая курильница из Кавказской Албании — бронзовая курильница, произведение искусства Кавказской Албании.

## Описание и исследование

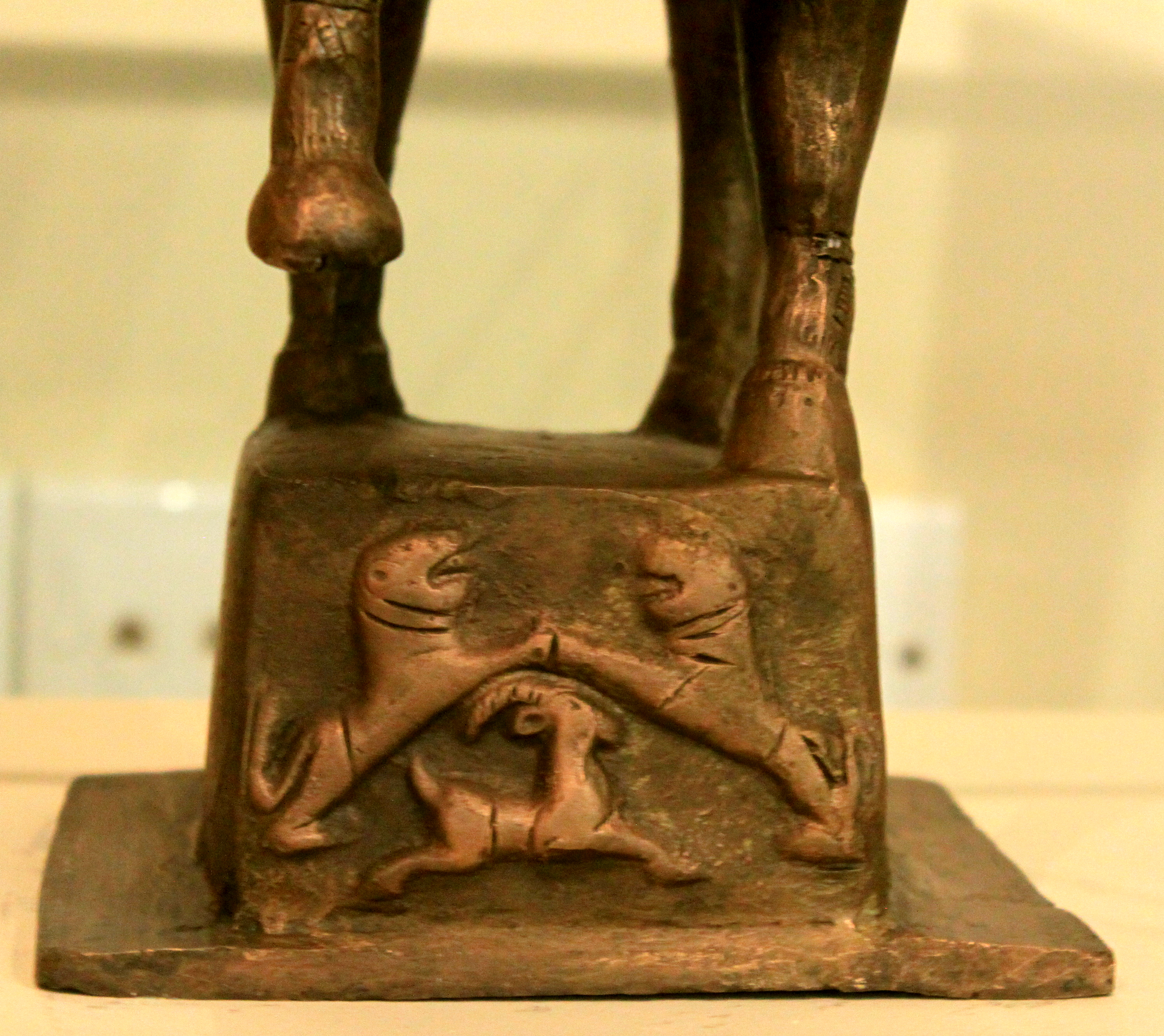
Нижняя часть статуи крупным планом. Предположительно, изображён штандарт Михранидов — династии, представителем которой был Джеваншир.

Курильница была приобретена у антиквара в Нахичеване, ныне хранится в Государственном Эрмитаже. Санкт-Петербург. В экспозиции Национального музея истории Азербайджана в Баку представлена точная копия.  
Курильница имеет форму бронзовой статуэтки всадника на постаменте общей высотой 35,6 см. По мнению таких учёных, как К. В. Тревер, В. Л. Луконин, Г. Гошгарлы,  Г. М. Ахмедов, Н. И. Рзаев, есть основания полагать, что курильница изображает правителя Кавказской Албании Джеваншира. Предположение основано на наличии в фигурке элементов, нехарактерных для сасанидских персидских царей. Кроме того, иконографические особенности изображения всадника, предположительно, соответствуют сведениям армянского историка Мовсеса Каганкатваци о царе Джеваншире.